# 中宮寺
中宮寺（ちゅうぐうじ）是位在日本奈良縣生駒郡斑鳩町的聖德宗寺院。山號「法興山」（ほうこうざん）、本尊如意輪觀音。601年推古天皇興建斑鳩宮，605年遷入，607年攝政聖德太子為母親穴穗部間人皇女所建的居所（即為今中宮寺）與斑鳩寺（今法隆寺），大和三門跡尼寺之一，又稱作中宮尼寺、中宮寺御所、斑鳩御所。

## 關連項目
- 聖德太子建立七大寺
- 天壽國繡帳

## 外部連結
- 官方网站 （页面存档备份，存于）
- OpenStreetMap上有關中宮寺的地理